# Seidai Miyasaka
Seidai Miyasaka (宮坂正大) est un astronome japonais né en 1955. Son prénom peut également être lu Shota ou Seita. Seidai est la graphie utilisée par le NASA Astrophysics Data System (ADS).
Il a codécouvert 4 astéroïdes avec Hiroshi Abe.
L'astéroïde (3555) Miyasaka est nommé en son honneur.

## Astéroïdes découverts
| (7097) Yatsuka       | 8 octobre 1993  |
| (7837) Mutsumi       | 11 octobre 1993 |
| (8099) Okudoiyoshimi | 8 octobre 1993  |
| (58622) Setoguchi    | 2 novembre 1997 |